# William Sydeman
William Jay Sydeman (New York, 8 mei 1928 - nabij Mendocino, 27 mei 2021 Amerikaans was een componist en muziekpedagoog.

## Biografie
Sydeman studeerde aan het Mannes College - The New School for Music in New York. Als componist kreeg hij al spoedig opdrachten van bekende groepen en orkesten. Van 1958 tot 1969 was hij hier ook docent en later professor. Nadat hij met talrijke prijzen en onderscheidingen uitgetekend was, verliet hij New York en componeerde een lange tijd niets meer. Hij werkte in Californië in een dorp, dat ingericht was als rehabilitatie-centrum voor drugs-zieke mensen en leerde daar. Aansluitend werkte hij in twee jaren in de commercieel muziek-industrie in Los Angeles en daarna studeerde hij een jaar de Steiner educatie in Engeland. Van Engeland vertrok hij naar Hawaï en componeerde daar liturgische muziek voor een Boeddhistische tempel. 
In 1981 kwam hij weer terug en begon als leraar aan het Steiner College in Fair Oaks, Californië en hij componeerde een aantal van liederen en koorwerken. In 1988 vertrok hij naar Nevada City in Nevada County (Californië). 
Als componist schreef hij meer dan 400 werken  in verschillende genres.

## Composities

### Werken voor orkest
- 1958 Orchestral abstractions
- 1959 Largo, voor cello en strijkorkest
- 1959 Study for orchestra no. 1
- 1964 Oecumenicus, concerto voor orkest
- 1965 Study for orchestra, no. III, voor orkest
- 1966 In memoriam John F. Kennedy, voor spreker en groot orkest
- 1967 Homage to «L'histoire du soldat»
- 1967 Concertino, voor hobo, piano en strijkorkest
- 1967 Double concerto, voor trompet, trombone, harmonieorkest en strijkorkest
- 1969 Concert piece, voor kamerorkest
- 1969 Projections
- 1969 Texture studies, voor orkest
- 1975 Texture study no. II, voor orkest
- Concerto, voor piano vierhandig en kamerorkest
- Study for orchestra, no. II, voor orkest

### Werken voor harmonieorkest
- 1955 Music, voor koper-ensemble en slagwerk
- 1966 Music, voor altviool en klein harmonieorkest
- 1967 Double concerto, voor trompet, trombone, harmonieorkest en strijkorkest
- 1971 Music, voor altviool, blazers en slagwerk
- 1971 Music, voor tien blazers
- 1980 Five Movements, voor harmonieorkest

### Cantates
- 1957 Prometheus, cantate voor tenor, bariton en bas solo, vrouwenkoor en orkest
- 1964 The lament of Elektra, cantate

### Toneelwerken
- 1971 Full circle, een klein muziekdrama voor drie zangers en vijf elektrificeerde uitvoerenden
- 1982 Aria da capo, opera

### Werken voor koren
- 1969 The Defiance of Prometheus, voor gemengd koor

### Vocale muziek
- 1956 The Lord's prayer
- 1968 Encounters
- 1969 Reflections Japanese, voor sopraan en driestemmig vrouwenkoor
- 1970 A spider, lied voor bariton en piano
- 1970 Jabberwocky, lied voor sopraan of tenor, fluit en cello
- 1970 Three songs on Elizabethan texts, voor sopraan (of tenor) en fluit
- 1970 Songs after Emily Dickinson, voor sopraan, cello en piano
  1. Heard a fly Buzz when I died
  2. Taste a Liquor never brewed
  3. "Hope" is the thing with Feathers
- 1970 Upon Julia's clothes, lied voor bariton en piano
- 1975 Thanksgiving song
- 1975 The last Orpheus, voor bas solo en fluite
- 1978 Five short songs, voor sopraan en piano
- Four Japanese songs, voor sopraan en twee violen

### Kamermuziek
- 1955 Kwartet, voor viool, klarinet, trompet en contrabas
- 1959 Tower music, voor koperkwintet
- 1959 For double bass alone, voor contrabas
- 1959 Concerto da camera (nr. 1), voor viool, fluit, klarinet, fagot, hoorn, altviool en cello
- 1960 Concerto da camera No. II, voor viool solo, hobo, klarinet (basklarinet), altviool en cello
- 1962 Music, voor fluit, altviool, gitaar en slagwerk
- 1962 Blazerskwintet nr. 2
- 1962 Trio, voor fluit, viool en contrabas
- 1963 Music, voor hobo en klarinet
- 1964 Koperkwintet
- 1964 Kwintet, nr. 2, voor fluit, hobo, klarinet, hoorn en fagot
- 1965 Duo, voor trompet en slagwerk
- 1966 Duo, voor klarinet en piano
- 1967 A Westbrook quintet and variations
- 1967 Blazerskwintet nr. 1
- 1967 Concerto da camera, No. III, voor viool, klarinet (ook:contrabasklarinet), trompet I, trompet II, contrabas en 2 slagwerkers
- 1967 Divertimento, voor fluit, klarinet, fagot en strijkkwintet
- 1967 Duo, voor altviool en klavecimbel
- 1967 Duo, voor klarinet (ook: basklarinet) en contrabas
- 1967 Fanfare and variations, voor koperkwartet
- 1967 Fanfare and variations, voor koperkwintet
- 1967 Music for low brass, voor groot koper
- 1967 Strijkkwartet
- 1967 Strijkkwartet nr. 2
- 1967 Texture studies, voor blazerskwintet
- 1967 Trio, voor contrabassen
- 1967 Quartet, voor fluit, viool, klarinet en piano
- 1968 Haus Musik, voor fluit, viool, cello en piano
- 1968 Seven movements for septet - Concerto da camera
- 1968 Trio, voor fagot, basklarinet en piano
- 1969 Variations, voor hobo en klavecimbel
- 1969 Duo, voor xylofoon en contrabas
- 1969 The affections, voor trompet in C en piano
- 1970 Duo, voor twee contrabassen
- 1975 Ascension music, fuga voor strijkkwartet
- 1977 Duo, voor xylofoon en vibrafoon
- 1977 Duo, voor twee hoorns
- 1978 Duo, voor twee "meschugena" klarinettisten
- 1981 Variations, voor altviool en fagot
- 1984 Three Occasions, voor klarinet
- 1986 Duos, voor twee violen
- 1994 The dynamic road to musicianship - eight fanciful pieces for three violins
- Piano Trio, voor viool, cello en piano
- Quartet, voor hobo en strijkers

### Werken voor orgel
- 1957 Concert piece, voor hoorn en orgel

### Werken voor piano
- 1958 Variations
- 1969 Sonata

### Werken voor klavecimbel
- 1975 Fantasy piece

### Werken voor gitaar
- 1967 Fantasy

### Werken voor slagwerk
- 1971 Duo, voor slagwerk

### Elektronische muziek
- 1968 Three pieces and a finale, voor piano en geluidsband
- 1970 Malediction, voor tenor, strijkkwartet en geluidsband
- 1970 Piece, voor klarinet en geluidsband

## Publicaties
- Harry B. Lincoln: Catalog of the Works of William Sydeman by Nancy B. Reich, in: Notes, 2nd Ser., Vol. 25, No. 3 (Mar., 1969), pp. 503-504